# 渡辺邦夫 (政治家)
渡辺 邦夫（渡邊 邦夫、わたなべ くにお、1957年（昭和32年）5月23日 - ）は、日本のレストラン経営者、政治家。埼玉県幸手市長（2期）、幸手市議会議員（3期）、幸手青年会議所理事長などを歴任した。

## 来歴
埼玉県北葛飾郡幸手町（現：幸手市）出身。割烹「渡邊家」の二男として生まれる。幸手町立幸手小学校、幸手町立幸手中学校、日本大学豊山高等学校卒業。1981年5月、日本大学文理学部中退。1982年、肉の万世に就職。1987年、幸手市内に鉄板焼きレストラン「プロローグ」を開業する。
1999年5月から2011年5月まで、幸手市議会議員を3期務めた。また幸手小学校PTA会長、幸手市PTA連合会会長、埼玉県PTA連合会副会長を務めた。
2011年10月30日に行われた幸手市長選挙に立候補。現職の町田英夫市長（無所属、自由民主党推薦）を破り、初当選。投票率は過去最低の46.61%だった。同年11月9日、市長就任。
2015年10月25日に行われた市長選で、元幸手市助役の木村純夫を61票差で破り再選（渡辺：9,714票、木村：9,653票）。投票率は前回を下回り44.61％。

## 不祥事
2019年8月6日に広島市で開かれる平和記念式典に参列するため、前日の8月5日、渡辺は市内3校の中学生6人とともに2泊3日の予定で同市を訪れた。8月6日朝、平和記念式典に参列。市内のホテルで夕食をとったあと、生徒6人はとうろう流しに参加したが、渡辺はとうろう流しには行かず、近くの飲食店で21時過ぎから閉店の23時半まで市職員2人と酒を飲んだ。3人は8月7日0時頃ホテルに戻り、そこから渡辺は「ジュースを買いに行く」と言って1人で外出した。
同日2時半頃、中区新天地にある雑居ビル4階のバーの女性店員と代金支払いを巡って口論になり、女性をエレベーターの中に無理やり引きずり込み、顔面を数回殴るなどした暴行の現行犯で逮捕された。渡辺は「身に覚えがない。なぜこんなことになったかわからない」と述べ、容疑を否認していた。渡辺は2012年から広島平和記念式典に参加しているが、市の発表によればほぼ毎回飲酒していたという。この件で幸手市役所には400件を超える抗議の電話や電子メールが殺到し、市の業務に支障をきたした。
渡辺の逮捕を受け、幸手市は同年8月8日から9日まで、副市長の成田博を職務代理者として設置する対応をとった。
渡辺の弁護人は広島地方検察庁に対し「逃走や証拠隠滅の恐れがない」として勾留請求をしないよう申し立て、8月8日、広島地方検察庁は処分保留で渡辺を釈放した。釈放の理由は明らかにされていない。
渡辺は釈放後に幸手市へ戻り、8月9日15時より幸手市役所第二庁舎2階第1会議室で釈明会見を開いた。会見では市民や関係者に対して迷惑をかけたと謝罪した上で「青天の霹靂。全く身に覚えのないこと」と逮捕容疑についてあらためて否定し、代金支払いを巡った口論についても「余裕を持って1万円を支払ったところ、大変喜んでいた。したがって、女性店員との間で料金トラブルは全くない」と完全否定した。自身の進退についても11月の任期満了まで市長を務め、辞任しない考えを示した。
しかし、同年8月20日15時より開かれる臨時市議会において、議員側から「市政への信頼を大きく失墜させた」として市長に対する不信任決議案が提出される運びとなったことを受け、同日中に渡辺側より市議会に辞職願を提出し、同日の臨時市議会で翌21日付での辞職が許可された。臨時会の終了後、市役所で記者会見し「事件は事実無根で今後も争う」と暴行容疑を改めて否定した。
渡辺の退職後、幸手市は新たに市長が就任するまでの間、再度副市長の成田博を職務代理者として設置する対応をとった。
渡辺の辞職に伴い行われた10月6日投開票の市長選挙の結果、2015年の同選挙で渡辺に敗れた元市助役の木村純夫が当選した。
2019年12月27日、広島地方検察庁は渡辺を不起訴処分とした。

## 人物
家族は、両親、妻、長男夫婦、孫、二男、長女。住所は権現堂桜堤の近く。モットーは、なんでも自分の目で確かめる「現場主義」。

## 政策
- 幸手駅西口の開設と駅舎整備を行う[32]。
- 西地区の都市計画道路整備を推進する[32]。
- 農商連携を推進する[32]。
- 幸手産米ブランド化を推進する[32]。
- 女性農業者の育成を行う[32]。
- 幸手宿まちなか回遊事業による商業活性化を行う[32]。
- 産業団地進出企業との連携を行う[32]。
- デマンドバス「幸手市デマンド交通 さっちゃん号[33]」を運行開始[34][35]。
- コミュニティバス「幸手市内循環バス」を廃止[34][35]。